# Phlogacanthus novoguineensis
Phlogacanthus novoguineensis är en akantusväxtart som beskrevs av Gustav Lindau. Phlogacanthus novoguineensis ingår i släktet Phlogacanthus och familjen akantusväxter. Inga underarter finns listade i Catalogue of Life.